# Jezikovna zvrst
Jezikovna zvrst je skupina jezikovnih sredstev, posebej primernih za v določenih okoliščinah (upoštevajoč naslovnikovo družbeno in pokrajinsko pripadnost, starost itd.).

## Zvrstnost slovenskega jezika
Slovenski jezik ima več pojavnih oblik, ki jih imenujemo zvrsti. Te ločujemo v pet skupin, in sicer imamo: socialne, funkcijske, prenosniške, časovne in mernostne zvrsti.
Vse te zvrsti slovenskega jezika se pojavljajo v raznolikih besedilih, ki jih lahko zato obravnavamo z različnih stališč, tj. s stališča tvorca, naslovnika, njihove posebne vloge (umetnostna, neumetnostna), strukturnih značilnosti (slovnica, poetika, stilistika ipd.), tega, ali so zapisani ali govorjeni, ali so tvorjeni v vezani ali nevezani besedi in ali snov ubesedujejo neposredno ali pa so reprodukcija že danih besedil.

### Socialne zvrsti
Socialne zvrsti se delijo na dve nadzvrsti, in sicer na knjižni in neknjižni jezik. 
Knjižni (standardni) jezik je najvišja zvrst slovenskega jezika in je namenjen sporazumevanju in sporočanju na vsem slovenskem ozemlju, zato ima vsenarodnostno in narodnopredstavno vlogo. 
Knjižni jezik se deli na: 
- zborni in
- knjižnopogovorni ali splošnopogovorni jezik.

Zborni jezik je z razliko s knjižnopogovrnim normiran, kar pomeni, da je predspisan v jezikovnih priročnikih, kot so: slovnica, pravopis, slovar itn.
Neknjižni jezik pa se deli na: 
- prostorske (narečja, mestne govorice, pokrajinsko pogovorni jezik) in
- interesne govorice (sleng, argo, žargon).

Poznamo več vrst slovenskega pokrajinsko pogovornega jezika, in sicer: osrednjeslovenski, južnoštajerski (celjski), severnoštajerski (mariborski z različicami), primorski, rovtarski in koroški.
V Sloveniji imamo sedem narečnih skupin. To so: koroška, primorska, rovtarska, gorenjska, dolenjska, štajerska in panonska.

### Funkcijske zvrsti
Funkcijske zvrsti služijo različnim uporabnostnim namenom. Funkcijske zvrsti bi lahko poimenovali tudi področne, 
saj ubesedujejo predmetnost različnih področij človekovega udejstvovanja.
Delimo jih v štiri skupine, in sicer ločimo: praktičnosporazumevalni, publicistični, umetnostni in strokovni jezik. 
Strokovni jezik delimo na:
- praktičnostrokovni,
- znanstveni in
- poljudnoznanstveni jezik.

### Prenosniške zvrsti
Besedila se razlikujejo tudi glede na prenosnik oziroma medij.
Ločimo:
- govorjeni jezik,
- zapisani jezik in
- tipni prenosnik (Braillova pisava).

### Časovne zvrsti
Časovne zvrsti slovenskega jezika se delijo na sodobni in pretekli (zgodovinski) jezik. V pretekli jezik uvrščamo arhaizme, v sodobnega pa neologizme.
Med sodobne zvrsti jezika štejemo knjižni jezik, narečja in interesne govorice ipd., ki se uporabljamo danes. Pretekli jezik (na primer jezik, ki ga je pisal Primož Trubar) se danes več ne uporablja. Sicer včasih posegamo po prvinah preteklega jezika, zlasti, da ponazorimo podobo preteklega časa ali z določeno staro jezikovno prvino pritegnemo naslovnika, ne uporabljamo pa jih v navadnem vsakdanjem sporazumevanju.

### Mernostne zvrsti
Ločimo vezano in nevezano besedo. Vezana beseda uporablja ritem in rimo (besedila napisana v verzih), nevezana beseda pa je največkrat jezik proze.